# Biosphärenreservat Žuvintas

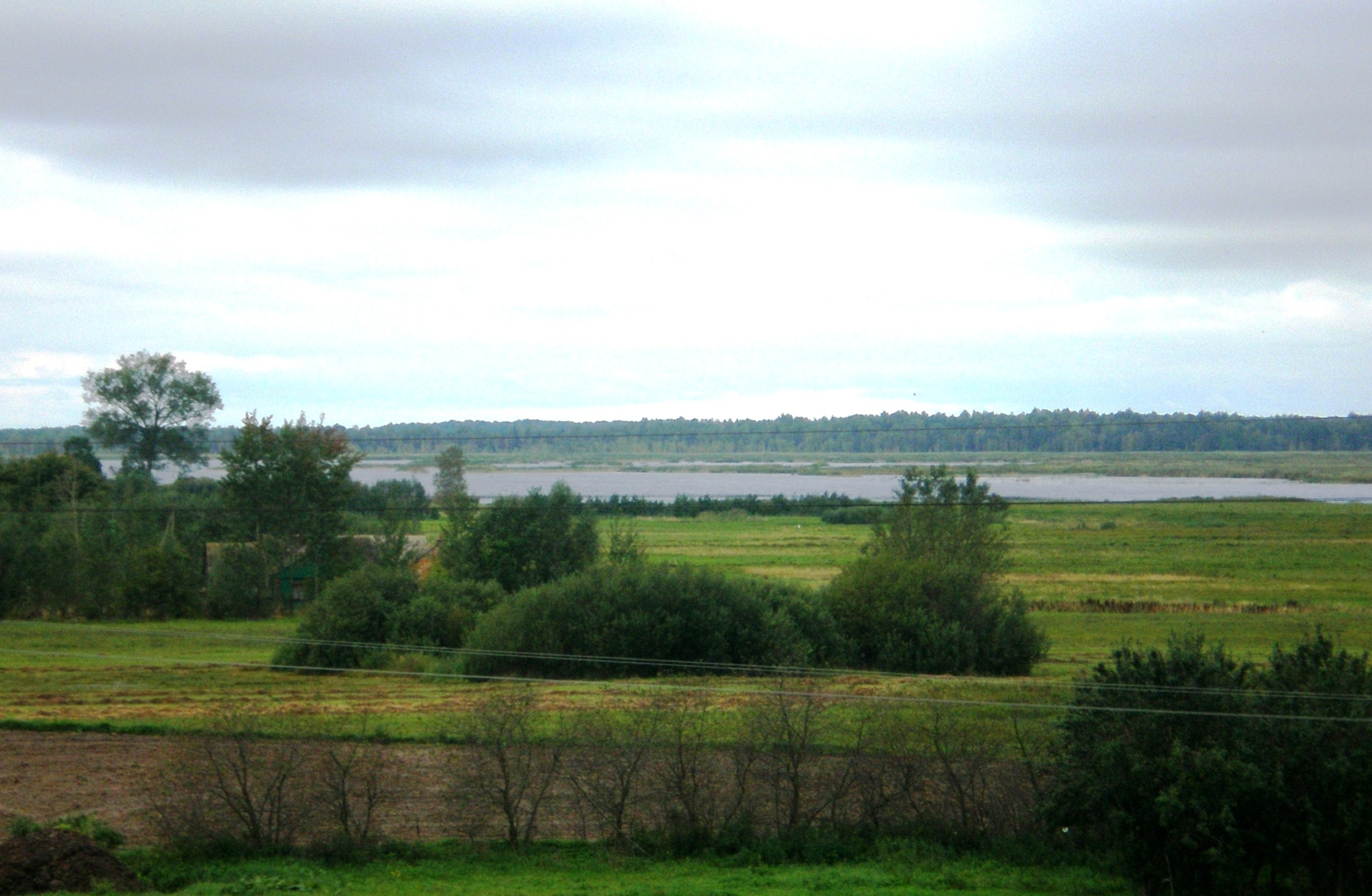
See Žuvintas

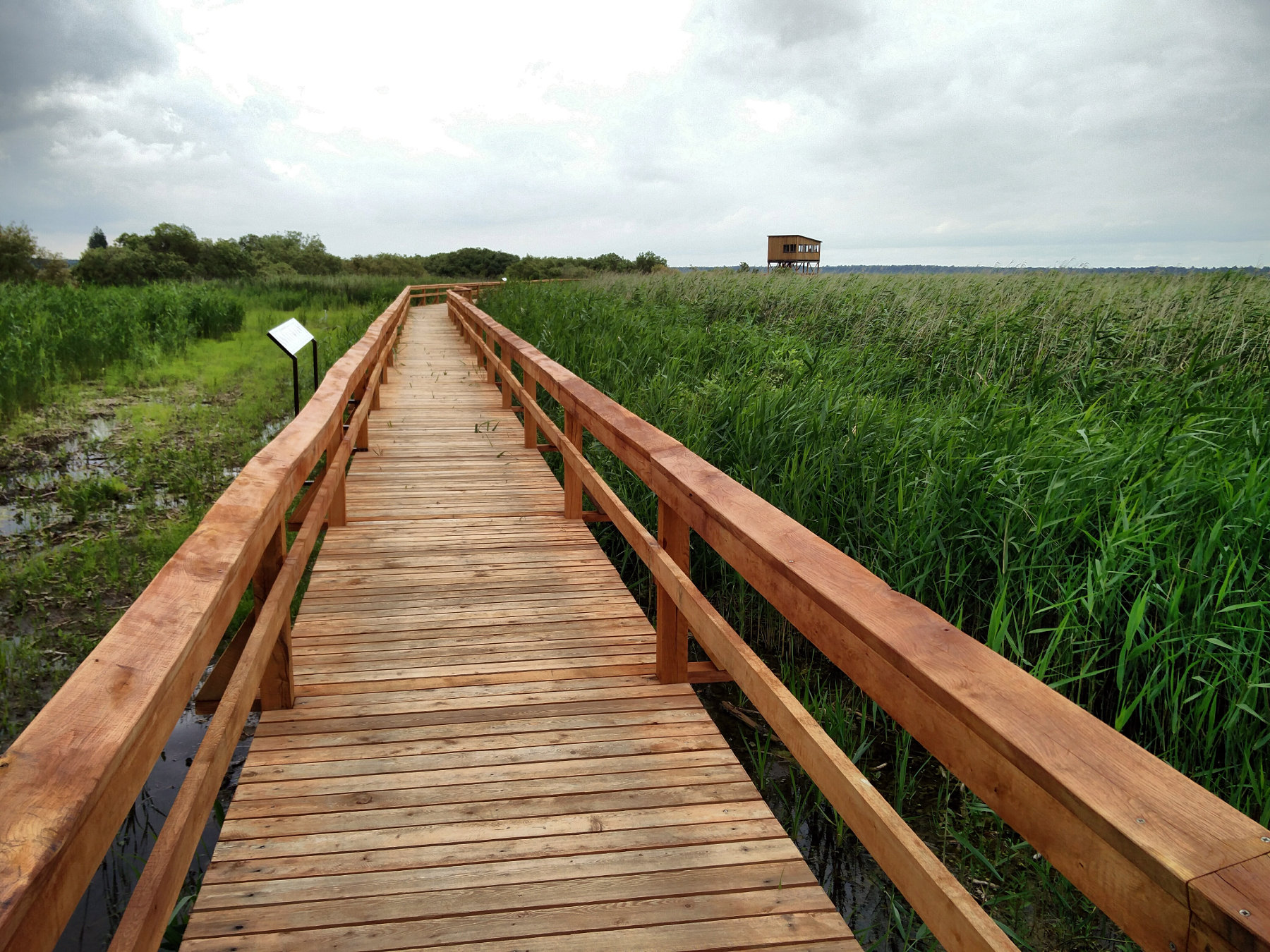
Biosphärenreservat Žuvintas

Das Biosphärenreservat Žuvintas ist ein Biosphärenreservat um die Seen Žuvintas und Amalva und deren Feuchtland im südlichen Litauen, in der Gemeinde Marijampolė, Rajongemeinde Alytus und Rajongemeinde Lazdijai. Es ist das erste Reservat Litauens in der Liste der UNESCO-Biosphärenreservate. Das Reservat befindet sich am mittleren Flusslauf des Nemunas (Memel) und dem oberen Flusslauf der Neris. Mehr als 220 verschiedene Vogelarten, von denen ca. 150 Arten hier brüten, wurden im Reservat beobachtet.